# 23520 Людвігбехштайн
23520 Людвігбехштайн (23520 Ludwigbechstein) — астероїд головного поясу, відкритий 23 вересня 1992 року.
Тіссеранів параметр щодо Юпітера — 3,568.